# Біва-Мару
Біва-Мару (Biwa Maru) — транспортне судно, яке під час Другої світової війни брало участь у операціях японських збройних сил на Тихому океані. 
Судно спорудили як SS Dromana в 1919 році на австралійській верфі Williamstown Naval Dockyard у Мельбурні. Первісно воно належало Commonwealth Government Line of Steamers, а в 1927-му перейшло до Smith Howard & Co. В 1935-му новим власником стала шанхайська компанія Chung Hsing, що перейменувала судно на SS Yih Hsing. В 1938-му судно перейшло до нідерландської Java China Trading, що дала йому назву SS Beatrice.  
На момент вступу Японії у Другу світову війну судно знаходилось в Токійській затоці та було конфісковане урядом Японії, після чого отримало назву «Біва-Мару».
1 листопада 1942-го «Біва-Мару» виявилось втраченим в протоці Карімата (сполучає Яванське та Південнокитайське моря) унаслідок зіткнення з судном «Сацума-Мару» (Satsuma Maru).